# Богданов, Дмитрий Степанович
Дми́трий Степа́нович Богда́нов (р. 27 апреля 1959 года в Москве) — советский и российский композитор, певец, математик и программист.
В 1980 году окончил механико-математический факультет МГУ. Работает зав. лабораторией Института системного анализа РАН.
Инструменты — шестиструнная гитара, скрипка. Наиболее известен своим участием в дуэте с Виктором Берковским, как аранжировщик песен и участник ансамбля «Скай». Пишет песни на стихи других авторов. Участник проекта «Песни нашего века».